# Симон Детийо
Симон Детийо (на френски: Simon Desthieux, понякога грешно наричан в България „Дестьо“) е френски биатлонист.
Роден в Беле на 3 декември 1991 година.
Олимпийски шампион в смесената щафета на зимните олимпийски игри в Пьонгчанг през 2018 година.

## Успехи
Олимпийски игри:
- Шампион (1): 2018

Световно първенство:
- Сребърен медал (1): 2017

Световно първенство за военни:
- Шампион (2): 2014, 2015
  -  Сребърен медал (1): 2014

Световно първенство за юноши:
- Шампион (2): 2011
  -  Сребърен медал (1): 2010
    -  Бронзов медал (1): 2012

### Олимпийски игри
| Олимпиада      | Индивидуално | Спринт | Преследване | Масов старт | Щафета | Смесена щафета |
| -------------- | ------------ | ------ | ----------- | ----------- | ------ | -------------- |
| 2014 Сочи      | -            | 46-о   | 21-во       | -           | 8-о    | -              |
| 2018 Пьонгчанг | 27-о         | 12-о   | 7-о         | 22-ро       | 5-о    | Злато          |